# Кржеминский, Станислав
Станислав Кржеминский (пол. Stanisław Krzemiński; 1839—1912) — польский писатель. Был секретарём Большой польской энциклопедии, где помещал много заметок по разным отделам гуманитарных наук. Из более крупных работ Кржеминского выделяются: «О przekładach Psałterza na język polski», «Szekspir i dramat», «Dwaj myśliciele XVIII w.» (Вольтер и Руссо). Лучшие статьи Кржеминского по литературе были собраны в «Zarysy literackie» (1895).